# Кудлюк Валерій Ігорович
Валерій Ігорович Кудлюк (нар. 14 квітня 1968, Ланівці, Тернопільська область, УРСР) — радянський та український футболіст, згодом — футбольний функціонер, виступав на позиції нападника.

## Життєпис
Вихованець Тернопільської ДЮСШ № 3. Перший тренер — А. М. Прядун. Футбольну кар'єру розпочав 1984 року в аматорському клубі «Цукровик» (Ланівці). Наступного року грав у «Ватрі» (Тернопіль). У складі «Ниви» розпочав виступати в 1985 році. Далі в чемпіонатах СРСР грав у командах «Десна» та «Поділля».
У 1990 році повернувся до Тернополя, знову грав за «Ниву».
20 квітня 1992 в матчі «Нива» - «Динамо» Київ (0:2) дебютував у вищій лізі чемпіонату України. Продовжив виступи в команді «Евіс», з якою завоював срібні медалі першої ліги (1993/94) і право виступати у вищій лізі. Але в «вишці» за миколаївський клуб Кудлюк дебютував тільки в 1996 році, коли повернувся в команду, яка відчайдушно боролася за збереження місця у вищому дивізіоні. У шести зіграних матчах Валерій забив м'яч всього один раз — у ворота рідної тернопільської «Ниви». Цей м'яч став останнім для Кудлюк в чемпіонатах України. Потім виступав у київському ЦСКА. У 1996 році виїхав до Казахстану, де підписав контракт з «Батиром», проте не зігравши жодного офіційного матчу перейшов до палодарського «Іртиша», в складі якого й завершив кар'єру професіонального футболіста. З 1998 по 2006 рік виступав в аматорських клубах Ялти.